# Katie Higgins Cook
Katie Higgins Cook (née Johnson), née le 27 août 1986 à Jacksonville (Floride), est une aviatrice américaine et officier du Corps des Marines des États-Unis.

## Biographie
En 2015, elle est la première femme pilote des Blue Angels et a piloté l'avion de transport C-130 « Fat Albert » pendant deux saisons. Son premier spectacle avec l'équipe de démonstration des Blue Angels a eu lieu à El Centro, en Californie, en mars 2015 Alors connue sous le nom de Marine Captain Katie Higgins, elle a fait ses débuts avec les Blue Angels à l'âge de 28 ans

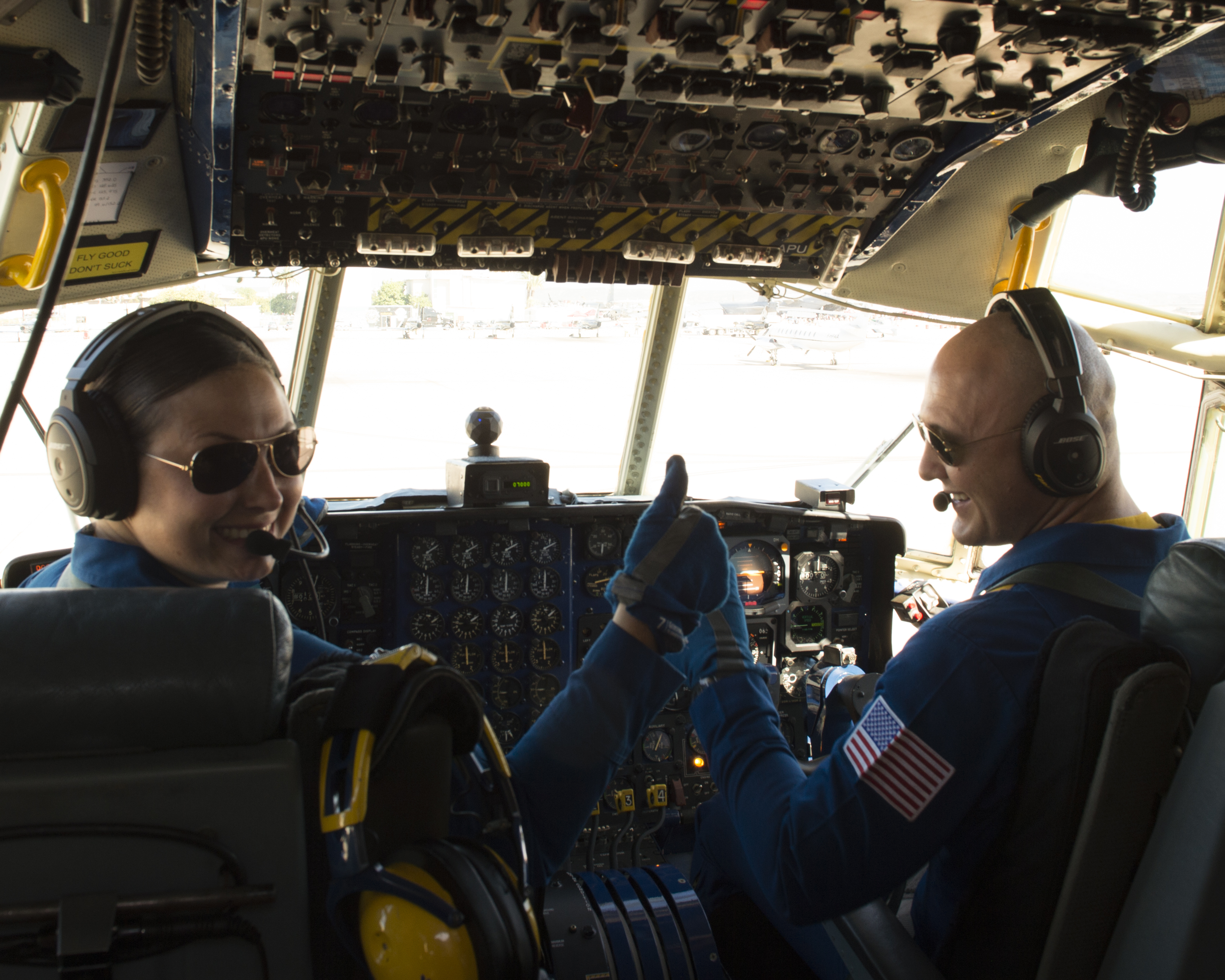
Higgins pilote le Blue Angels C-130 avec le major Mark Hamilton